# 建仁
建仁 (けんにん、旧字体：建󠄁仁)は、日本の元号の一つ。正治の後、元久の前。1201年から1204年までの期間を指す。この時代の天皇は土御門天皇。後鳥羽上皇の院政。鎌倉幕府将軍は源頼家、源実朝、執権は北条時政。

## 改元
- 正治3年2月13日（ユリウス暦1201年3月19日）：辛酉革命に当たるため改元。
- 建仁4年2月20日（ユリウス暦1204年3月23日）：元久に改元。

## 建仁期におきた出来事
元年
- 8月11日～23日：関東暴風雨（大型台風）で東京湾北部（下総国葛西郡）に高潮災害。
- 10月：後鳥羽上皇が熊野に御幸。

2年
- 6月：栄西により建仁寺創建。臨済宗を広める。
- 7月22日：源頼家、鎌倉幕府の第2代将軍に就任。
- 9月：千五百番歌合が成立。

3年
- 9月：北条時政、初代執権となる。
- 9月7日：源実朝、12歳で鎌倉幕府の第3代将軍に就任。

## 西暦との対照表
※は小の月を示す。
| 建仁元年（辛酉） | 一月      | 二月※ | 三月※ | 四月  | 五月※ | 六月  | 七月※ | 八月  | 九月 | 十月  | 十一月※ | 十二月   |           |
| ---------------- | --------- | ----- | ----- | ----- | ----- | ----- | ----- | ----- | ---- | ----- | ------- | -------- | --------- |
| ユリウス暦       | 1201/2/5  | 3/7   | 4/5   | 5/4   | 6/3   | 7/2   | 8/1   | 8/30  | 9/29 | 10/29 | 11/28   | 12/27    |           |
| 建仁二年（壬戌） | 一月※     | 二月  | 三月※ | 四月※ | 五月  | 六月※ | 七月※ | 八月  | 九月 | 十月  | 閏十月※ | 十一月   | 十二月    |
| ユリウス暦       | 1202/1/26 | 2/24  | 3/26  | 4/24  | 5/23  | 6/22  | 7/21  | 8/19  | 9/18 | 10/18 | 11/17   | 12/16    | 1203/1/15 |
| 建仁三年（癸亥） | 一月※     | 二月  | 三月※ | 四月※ | 五月※ | 六月  | 七月※ | 八月  | 九月 | 十月※ | 十一月  | 十二月   |           |
| ユリウス暦       | 1203/2/14 | 3/15  | 4/14  | 5/13  | 6/11  | 7/10  | 8/9   | 9/7   | 10/7 | 11/6  | 12/5    | 1204/1/4 |           |
| 建仁四年（甲子） | 一月      | 二月※ | 三月  | 四月※ | 五月※ | 六月※ | 七月  | 八月※ | 九月 | 十月※ | 十一月  | 十二月   |           |
| ユリウス暦       | 1204/2/3  | 3/4   | 4/2   | 5/2   | 5/31  | 6/29  | 7/28  | 8/27  | 9/25 | 10/25 | 11/23   | 12/23    |           |